# Lisa's Pony
"Lisa's Pony" är avsnitt åtta från säsong tre av Simpsons och sändes på Fox i USA den 7 november 1991. I avsnittet lovar Homer att köpa ett rörblad till Lisa, men stannar först till hos Moe's Tavern. Detta gör att han kommer för sent med rörbladet till Lisas konsert. För att vinna tillbaka hennes kärlek köper han en ponny till henne. För att familjen ska ha råd att behålla den börjar Homer jobba extra på Kwik-E-Mart. Då Lisa får reda på hur Homer offrat sig för henne ger hon bort ponnyn. Dan Castellaneta vann en Primetime Emmy Award för Outstanding Voice-Over Performance under 1992 för sin medverkan som Homer i avsnittet. Avsnittet skrevs av Al Jean och Mike Reiss, samt regisserades av Carlos Baeza. Avsnittet har blivit hyllat för sina referenser till Gudfadern och 2001 – Ett rymdäventyr. Avsnittet var det mest sedda på Fox under veckan som det sändes.

## Handling
Lisa ska vara med i skolans talangtävling och hon ringer Homer då hon behöver ett nytt rörblad till sin saxofon. Homer lovar att köpa ett innan tävlingen börjar. Efter jobbet bestämmer sig Homer för att besöka Moe's Tavern innan han gör ett besök i musikbutiken efter att han kontrollerat att han hinner göra båda. Sedan Homer druckit sin öl går han till musikbutiken, men upptäcker att de har stängt. I skolan är Lisa orolig för att Homer inte kommit då hon snart ska uppträda, men Marge lovar att han kommer. Homer går tillbaka till Moe's där han träffar butiksinnehavaren som sitter och dricker. Moe övertygar då butiksinnehaven att låta Homer köpa sin pryl.
Sedan Homer köpt rörbladet åker han till skolan, men han kommer för sent och Lisa uppträder redan, och det låter inte bra när hon spelar. Homer vill trösta Lisa och försöker göra henne glad genom att bjuda henne på en stor glass, men hon blir inte gladare. Homer inser att det bara finns en sak som kan göra henne glad, det är om familjen köper en ponny till henne. Marge vill inte att familjen gör det, då det är för dyrt. Homer bestämmer sig ändå för att göra det och lånar pengar från Mr. Burns. Homer ger Lisa sin ponny som hon döper till Princess och hon berättar för honom att hon älskar honom vilket gör honom glad. Marge upptäcker snart att Homer måste fixa den ekonomiska krisen som familjen hamnat i. Lisa älskar sin nya ponny och besöker ofta stallet. Efter att Homer misslyckats att hämta en falsk lotterivinst hos Apu tar han ett extrajobb hos Kwik-E-Mart. Homers två jobb börjar göra honom trött då han knappt får någon sömn och då Lisa upptäcker att Homer är utmattad berättar Marge för henne varför. Lisa vill göra sin pappa glad igen och bestämmer sig för att ge bort ponnyn. När Homer får reda på varför hon gjorde det berättar hon att hon gillar ett stort dumt djur mer än ponnyn och då Homer frågar vad berättar hon att det är han.

## Produktion
"Lisa's Pony" skrevs av Al Jean och Mike Reiss, Jean och Reiss jobbade samtidigt som show runner och arbetade runt 80-100 timmar varje vecka och de skrev manuset sent på kvällen då de var trötta. Jean kom på idén då de gick igenom en lista över Lisas intressen och berättade om det för Reiss. Carlos Baeza regisserade avsnittet och enligt Matt Groening är hästar ett av de svåraste djuren att animera. Ponnyn fick baseras på en animering av Eadweard Muybridge. I talangtävlingen står Lisa i strålkastarljus. Då scenen kom från Korea var hon blå och såg lite ut som en smurf, så de fick göra om scenen i USA. Hästskötaren i stallet är baserad på Katharine Hepburn och hennes röst görs av Tress MacNeille. Lunchlady Doris medverkade för första gången i avsnittet, hennes röst gjordes av Doris Grau. Frank Welker fick göra ponnyns ljud.

## Kulturella referenser
I början drömmer Homer att han är en apa. Scenen är en referens till 2001 – Ett rymdäventyr. David Silverman fick göra designen och hade svårt att få en apa att se ut som Homer och det tog flera timmar att göra det. Efter att Homer sårat Lisa kollar han på hemmafilmer, en av filmerna är Fantasy Island. Scenen då Lisa vaknar upp med en ponny i sängen är en referens till Gudfadern. Musiken i scenen är samma men kortare. När Homer är på väg hem efter sitt andra jobb drömmer han att han besöker Slumberland, som är en referens till Lille Nemo i Drömrike. Sången "Golden Slumbers" spelas i scenen. Ett av barnen i talangtävlingen sjunger "My Ding-a-Ling". Enligt Jean var det svårt att få rättigheter att ha med den. John Boylan, som arbetade med The Simpsons Sing the Blues, fick be Berry att ge dem tillstånd. Ägaren av musikbutiken är baserad på Wally Cox.

## Mottagande
Avsnittet hamnade på plats 35 över mest sedda program under veckan med Nielsen ratings på 13.8, vilket ger 12,7 miljoner hushåll och var det mest sedda på Fox under veckan det sändes. "Lisa's Pony" finns med på videoutgåvan Best of the Simpsons. Dan Castellaneta vann en Primetime Emmy Award för Outstanding Voice-Over Performance under 1992 för hans medverkan som Homer i avsnittet. I boken I Can't Believe It's a Bigger and Better Updated Unofficial Simpsons Guide har Warren Martyn och Adrian Wood kallat avsnittet för bra och gillar mest flashbackscenerna med Lisa. Bill Gibron på DVD Verdict har sagt att avsnittet har några av de bästa delarna och bästa skämten i serien och gav den därför 100 av 100 poäng. Cinema Blends Bryce Wilson har kallat avsnittet för ett av de bästa Lisa-avsnitten och beskriver avsnittet med en mening "rolig som helvetet". Nate Meyers från Digitally Obsessed har givit avsnittet betyg fem av fem och gillar avsnittets referens till Gudfadern och 2001 – Ett rymdäventyr. Meyers anser att Homer och Lisas relation är avsnittets handling och visar Homer mer än bara självisk. Avsnittets referens till Gudfadern har nämnts som den sjunde bästa film referens i seriens historia hos Nathan Ditum från Total Film. The Star-Ledger har nämnt avsnittets referens till 2001 – Ett rymdäventyr som en av sina favoritreferenser till Stanley Kubrick i serien. Niel Harvey på The Roanoke Times har kallat avsnittet för en klassiker av "Simpsonia". Kevin Valkenburg från The Baltimore Sun har kallat avsnittet för ett klassiskt avsnitt i seriens historia. David Eklid på The Guardian har sagt att avsnittet tillsammans med "Stark Raving Dad" gör säsongen till en av de bästa i TV-historian. Molly Griffin från The Observer kommenterade att "Lisas Pony" är en av säsongens tre avsnitt som gjort serien till vad den är idag. Hos DVD Movie Guide har Colin Jacobson sagt att här måste Homer rädda sig själv för andra, vilket han gör många gånger. Några av Homers upptåg i avsnittet är bra. Han gillar några delar av avsnittet men anser inte att avsnittet var bra. Enligt Greg Suarez från The Digital Bits är "Lisa's Pony" en av fansens favoriter. I en lista av The Simpsons Archive i USA Today är avsnittet den sjunde bästa avsnitten. Paul Cantor från University of Virginia har beskrivit att avsnittet ser ner på dåligt beteende och värderingar, vilket en del kritiserat serien för att den inte gör.